# 外江戲
外江戲，是劇種名稱，或1個概念。
- 在1933年廣東漢劇的名稱確立以前，這個劇種在潮汕和梅州被稱為外江戲。

- 在中國北方，外江戲被用來稱為以上海為發展中心的南派京劇（海派京劇）。

- 在台灣的台語中，「外江戲」或「外江」常指京劇，或稱為「正音」、「京戲」。